# Bibber contra Tutter
 Bibber contra Tutter  is een verhaal uit de Belgische stripreeks Piet Pienter en Bert Bibber van Pom.

## Eerste versie
De oudste versie van dit verhaal verscheen voor het eerst in Het Handelsblad van 15 januari 1954 tot 29 juni 1954.

### Personages
- Piet Pienter
- Bert Bibber
- Susan
- Mister W.C. Tutter
- Bud Bubble

### Albumversies
Bibber contra Tutter verscheen in 2013 bij Uitgeverij 't Mannekesblad in zeer beperkte oplage, en kende anno 2021 nog geen volwaardige albumuitgave.

## Tweede versie
De nieuwste versie van dit verhaal verscheen voor het eerst in Gazet Van Antwerpen van 7 oktober 1957 tot 18 februari 1958 en als nummer 8 in de reeks bij De Vlijt.

### Personages
- Piet Pienter
- Bert Bibber
- Susan
- Mister W.C. Tutter
- Bud Bubble

### Albumversies
Bibber contra Tutter verscheen in 1958 als album 8 bij uitgeverij De Vlijt. In 1998 gaf uitgeverij De Standaard het album opnieuw uit.